# GRAU

Phù hiệu chính của cơ quan GRAU Nga

Tổng cục Tên lửa và Pháo binh thuộc Bộ quốc phòng Liên bang Nga (GRAU) (tiếng Nga: Главное ракетно-артиллерийское управление МО РФ - ГРАУ, Glavnoye raketno-artilleriyskoye upravleniye MO RF (GRAU)) là một cơ quan cấp tổng cục trục thuộc Bộ Quốc phòng Nga. Đứng đầu cơ quan này là một thứ trưởng, trưởng ngành vũ khí và đạn dược thuộc Lực lượng Vũ trang Liên bang Nga.
Đặc biệt, GRAU chịu trách nhiệm về gán chỉ số GRAU (hay định danh GRAU) cho các trang thiết bị và đạn dược của quân đội Nga.
Các kho do GRAU quản lý theo Kommersant-Vlast năm 2005 bao gồm, kho số 60 tại Kaluga, số 55 tại Rzhev, số 75 tại nam Serpukhov thuộc Moskva, (tất cả ba kho trên đều thuộc Quân khu Moscow) và kho số 80 tại Gagarskiy, số 116 tại Krasno-Oktyabrskiy và số 5, 3 kho còn lại đều thuộc Quân khu Volga-Urals.
Cục trưởng hiện tại của GRAU (từ 2014) là Trung tướng Nikolay Parshin.

## Lược sử
Tiền thân của cơ quan này là Tổng cục Pháo binh (Главное артиллерийское управление - ГАУ, GAU) thuộc Bộ Chiến tranh của Đế quốc Nga. Năm 1960, cơ quan này được đổi tên thành Tổng cục Pháo binh và Tên lửa có dạng như ngày nay.

## Chỉ số GRAU
Chỉ số GRAU có dạng {số} {chữ cái} {số}, với hậu tốc tùy ý {chữ cái} {số}. Tên mã gán đặc biệt có thể theo sau chỉ số.
Ví dụ như: «2 S 19  Msta-S», đây là chỉ số GRAU của pháo tự hành 2S19 Msta.

### Quan niệm sai
Một số hiểu nhầm phổ biến xung quanh phạm vi và nguồn gốc của các chỉ số. Tên gọi GRAU không phải là một tên công nghiệp, cũng không phải là tên do phòng thiết kế đặt. Ngoài tên GRAU của bản thân vũ khí, vũ khí cũng có thể có tên thiết kế, tên công nghiệp và tên biên chế.
Ví dụ, một số tên lửa đất đối không thuộc tổ hợp phòng không S-25 Berkut có ít nhất 4 tên gọi trong nước:
- Tên thiết kế: La-205
- Tên công nghiệp: Sản phẩm 205, (izdeliye 205)
- Chỉ số GRAU: 5V7
- Tên biên chế: V-300

Rắc rối cũng phát sinh từ thực tế là một số loại bom khoan của Liên Xô có cùng tên tìm kiếm giống nhau. Ví dụ, bom FAB-250sch được trang bị năm 1944 với bản vẽ thiết kế số 3-01301 và có tên gọi là 7-F-334.

### Hệ thống tên
Phần đầu tiên của chỉ số GRAU là số chỉ, số chỉ này cho biết thiết bị thuộc về hạng mục chính nào. Phần thứ hai, một ký tự Cyrillic cho biết tiểu hạng mục. Phần thứ ba là một số, cho biết kiểu cụ thể. Hậu tố tùy chọn có thể được sử dụng để phân biệt các biến thể của cùng một kiểu thiết bị.

#### 1 (Trang thiết bị điện tử và vô tuyến)
- 1K - 1K1, tàu con thoi Buran
- 1L - 1L14, bộ dò IFF cho tổ hợp phòng không 9K310 (SA-16 Gimlet)
- 1S - Radar (1S11, radar dò mục tiêu của xe điều khiển và chỉ huy 1S91 thuộc tổ hợp phòng không 3M12)

#### 2 (Hệ thống pháo binh)
- 2A - Pháo kéo (2A65 Msta-B)
- 2B - Súng cối (2B9 Vasilok)
- 2K - 2K11, tổ hợp tên lửa đất đối không Krug; 2К12, tổ hợp tên lửa đất đối không Kub
- 2S - Pháo tự hành (2S19 Msta-S)
- 2U - Thiết bị huấn luyện

#### 3 (Tên lửa lục quân và hải quân)
- 3M - Các loại tên lửa khác nhau (3M80 Moskit, 3M45 Granit)

#### 4 (Tên lửa hải quân và trang thiết bị lục quân (đạn dược, giáp phản ứng, v.v))
- 4G - Đầu nổ (4G15, đầu nổ nổ mạnh/HEAT cho tên lửa chống tàu P-15 Termit)
- 4K - Tên lửa hải quân (4K10, tên lửa phóng từ tàu ngầm R-27 (RSM-25) cho hệ thống D-5 "Zyb"; tên lửa 4K40, P-15 Termit)
- 4P - Thiết bị phóng (4P140, khung gầm của MLRS BM-27 Uragan)
- 4S - Thiết bị phóng (4S95, thiết bị phóng của tổ hợp phòng không "Kinzhal/Klinok" (Hệ thống tên lửa Tor))
- 4#

- 46N6E (Tổ hợp tên lửa S-300), một tên lửa đất đối không (SAM) cho tổ hợp phòng không S-300 PMU-1

#### 5 (Trang thiết bị phòng không)
- 5B - Đầu nổ SAM (5B18, đầu nổ cho tên lửa V-601 của S-125)
- 5P - Bệ phóng SAM (5P75, bệ phóng 4 tên lửa cho tổ hợp phòng không S-125)
- 5V - Tên lửa SAM (5V55, tên lửa đất đối không cho tổ hợp phòng không S-300)
- 5Ae - Máy tính (5Ae26, một máy tính có đa bộ xử lý CPU đặc biệt với hiệu suất 1.5 MIPS)
- 5Ya - SAM (5Ya23, SAM cho tổ hợp phòng không S-75)
- 5#

- 51T6 (SH-11), một loại tên lửa chống tên lửa đạn đạo ngoài khí quyển cho tổ hợp phòng không A-135
- 53T6 (SH-08), một loại tên lửa đánh chặn ngoài khí quyển của tổ hợp phòng không A-135

#### 6 (vũ khí cầm tay, trang bị phòng không)
- 6B - Giáp thân (6B1), mũ (6B6)
- 6V - vũ khí cầm tay (6V1, súng trường bắn tỉa Dragunov)
- 6G - vũ khí cầm tay (6G3, súng phóng lựu cá nhân RPG-7; 6G17, vỏ lựu đạn VOG-25 40 mm)
- 6Zh - Trang bị của vũ khí cầm tay (6Zh1M, băng đạn 100 viên cho súng máy PKM)
- 6P - vũ khí cầm tay (6P1, AKM 7.62 mm)
- 6T - Trang bị của vũ khí cầm tay (6T2, vỏ đạn của Samozhenkov cho súng máy PKS)
- 6U - Trang bị của vũ khí cầm tay (6U1, xe chở người trang bị súng máy PKB/PKBM)
- 6Kh - Dao và lưỡi lê (6Kh3, lưỡi lê cho AKM)
- 6Ts - Kính ngắm (6Ts1, kính ngắm PSO-1 cho súng trường bắn tỉa Dragunov)
- 6Ch - Trang bị của vũ khí cầm tay (6Ch12, loa che lửa và ống giảm thanh PBS-1)
- 6Sh - Trang bị của vũ khí cầm tay (6Sh5, dây đeo đạn dược)

#### 7 (đạn cho súng cầm tay)
- 7B - đạn (7B33, đạn cháy/xuyên giáp 7.62 x 54 mm R)
- 7G - lựu đạn (7G1, lựu đạn HEAT RKG-3 cầm tay)
- 7Z - đạn (7Z1, đạn cháy 14.5 x 115 mm)
- 7N - đạn (7N1, đạn 7.62 x 54 mm cho súng trường bắn tỉa)
- 7P - RPG (7P1, đạn 40 mm RPG-7)
- 7S - các loại đạn khác (7S1, đạn khói màu)
- 7T - đạn (7T2, đạn vạch đường 7.62 x 54 mm R)
- 7U - đạn (7U1, đạn 7.62x54mm có tốc độ thấp)
- 7Kh - đạn huấn luyện (7Kh1, đạn không đầu 12.7 x 108 mm)

##### Ngoại lệ
- 71Kh6, vệ tinh hệ thống cảnh báo sớm US-KMO Prognoz-2
- 73N6 Baikal-1, hệ thống điều khiển và chỉ huy phòng không tự động
- 76N6, radar phát hiện mục tiêu bay thấp
- 75E6 Parol-3, thiết bị dò IFF cho S-75M và S-125

#### 8 (đạn phản lực và tên lửa lục quân)
- 8A - tên lửa đạn đạo
- 8D - động cơ phản lực (hầu hết)
- 8K - tên lửa (8K51, 8K63 Dvina, 8K64, 8K67, 8K71, 8K81, 8K84)
- 8P - hệ thống phóng có thể phá hủy
- 8S - bệ đẩy tên lửa
- 8F - đầu nổ

#### 9 (tên lửa lục quân,UAV)
- 9K - 9К33, hệ thống tên lửa đất đối không Osa; 9К115-2, tổ hợp tên lửa chống tăng Metis-M; 9K310, tổ hợp phòng không 9K38 Igla
- 9M - 9M62, UAV T-92 thuộc tổ hợp trinh sát trên không "Tipchak"; 9M133, tổ hợp tên lửa chống tăng Kornet
- 9S - 9S737, trung tâm chỉ huy di động Ranzhir

#### 10 (trang thiết bị)
- 10P - kính ngắm (10P19, kính ngắm PGO-7V cho súng phóng lựu RPG-7V)
- 10R - máy vô tuyến (10R30 Karat-2, máy phát vô tuyến)

#### 11 (trang thiết bị phụ và tên lửa)
- 11A - tên lửa (11A51, tên lửa đẩy hạng nặng Korolev N-1, 11A511, tên lửa đẩy Soyuz)
- 11B - động cơ phản lực nhiệt hạch (11B91 (RD0410); 11B97)
- 11G - trang thiết bị (11G12, trạm tiếp nhiên liệu)
- 11D - động cơ phản lực (11D43, động cơ phản lực nhiên liệu lỏng RD-253 (động cơ đẩy một tầng của "Proton"))
- 11K - tên lửa (11K25 Energia, tên lửa đẩy hạng nặng cho tàu con thoi "Buran")
- 11M - trang thiết bị gắn trong (11M243, bộ dẫn động mảng pin năng lượng mặt trời cho vệ tinh 11F624 Yantar-2K)
- 11P - trang thiết bị mặt đất (11P825, tổ hợp phóng cho 11K25)
- 11S - tầng đẩy của tên lửa (11S59, tầng đẩy thứ nhất và thứ hai ("unit A") của tên lửa Soyuz)
- 11F - vệ tinh (11F67 Molniya-1, vệ tinh viễn thông; 11F35K1, chiếc Buran đầu tiên; vệ tinh 11F654 GLONASS)

#### 14 (trang thiết bị phụ và tên lửa)
- 14D - động cơ phản lực (14D30, động cơ đẩy "Briz" S5.98M dùng nhiên liệu lỏng)
- 14I - trang thiết bị mặt đất pment (14I02, thiết bị mặt đất cho bộ phận đẩy "Briz" của hệ thống 8P882)
- 14P - trang thiết bị mặt đất (14P72, thiết bị hỗ trợ cho bộ phận đẩy "Briz")
- 14S - động cơ đẩy (14S12, động cơ đẩy "Briz")
- 14T - trang thiết bị mặt đất (14T81, thiết bị lưu trữ cho động cơ đẩy "Briz")
- 14F - vệ tinh (14F10, vũ khí chống vệ tinh IS-MU Naryad)

#### 15 (trang thiết bị Lực lượng tên lửa chiến lược)
- 15A - tên lửa đường đạn liên lục địa (15A14 và 15A18, R-36M ICBM; 15A15, UR-100MR ICBM)
- 15B - đầu nổ
- 15D - động cơ phản lực (hầu hết)
- 15Zh - ICBM và tên lửa đường đạn chiến thuật (15Zh45, RT-21M Pioneer TBM)
- 15N - xe chỉ huy và điều khiển
- 15P - hầm phóng tên lửa đường đạn (hầu hết)
- 15U - trang thiết bị mặt đất cho ICBM
- 15F - đầu nổ

#### 17 (trang thiết bị phụ và tên lửa)
- 17D - động cơ tên lửa (17D58Ae, động cơ định hướng và ổn định cho động cơ đẩy "Briz-M")
- 17K - hệ thống không gian (17K114, hệ thống trinh sát và phát hiện mục tiêu từ không gian)
- 17P - trang thiết bị mặt đất (17P31, hệ thống khởi động cho 11K25)
- 17S - tầng động cơ phản lực (17S40, Unit D cho thiết bị phóng Proton)
- 17U - trang thiết bị mặt đất (17U551, hệ thống thử nghiệm động cơ đẩy "Briz-M")
- 17F - vệ tinh (17F15 Raduga-1, vệ tinh viễn thông)